# ヨーダノ・ベンチュラ
- ヨルダーノ・ベンチュラ

ヨーダノ・ベンチュラ・エルナンデス（Yordano Ventura Hernandez, 1991年6月3日 - 2017年1月22日）は、ドミニカ共和国サマナ州サマナ出身のプロ野球選手（投手）。右投右打。ファーストネーム「Yordano」は「ユァドーノー（発音：your-DON-oh）」と読むのがより近い。

## 経歴
2008年10月8日にカンザスシティ・ロイヤルズと契約。
2009年はルーキー級ドミニカン・サマーリーグ・ロイヤルズで10試合に登板し、0勝1敗3セーブ、防御率2.78だった。
2010年はルーキー級ドミニカン・サマーリーグで3試合に登板し、0勝1敗、防御率2.31だった。6月にルーキー級アリゾナリーグ・ロイヤルズへ異動。14試合に登板し、4勝2敗、防御率3.25だった。
2011年はA級ケーンカウンティ・クーガーズで19試合に登板し、4勝6敗、防御率4.27だった。
2012年はA+級ウィルミントン・ブルーロックスで16試合に登板し、3勝5敗、防御率3.30だった。7月にAA級ノースウエストアーカンソー・ナチュラルズへ昇格。6試合に登板し、1勝2敗、防御率4.60だった。夏期にはルーキー級アリゾナリーグで1試合に登板した。この年はオールスター・フューチャーズゲームに選出された。
2013年はAA級ノースウエストアーカンソーで11試合に登板し、3勝2敗、防御率2.34だった。6月にAAA級オマハ・ストームチェイサーズへ昇格。15試合に登板し、5勝4敗、防御率3.74だった。9月17日にロイヤルズとメジャー契約を結び、同日のクリーブランド・インディアンス戦で先発されメジャーデビュー。5.2回を投げ5安打1失点2四球3奪三振に抑えたが、勝ち負けは付かなかった。この年は3試合に登板し、0勝1敗、防御率3.52だった。
2014年2月27日にロイヤルズと1年契約に合意し、開幕ロースター入りした。
2015年4月5日に5年契約総額2300万ドルで契約延長した。自身初めて開幕投手を務めた。4月12日のロサンゼルス・エンゼルス戦では、マイク・トラウトと口論となり一触即発の場面があった。18日のオークランド・アスレチックス戦では、前日の試合で同僚のアルシデス・エスコバーに危険なスライディングを行い左膝を痛めさせたブレット・ロウリーに対して報復死球を行い退場処分を受けた。23日のシカゴ・ホワイトソックス戦では、乱闘を起こし退場処分を受け2試合連続での退場処分を受けた。4月26日に7試合の出場停止処分を科せられた。最終的には28試合に登板し、規定投球回に到達。防御率が4.00を超えたものの、2年連続2桁勝利となる13勝を挙げ、奪三振率も向上した。
2016年6月7日のボルチモア・オリオールズ戦でマニー・マチャドに対して内角攻めを行い、次打席で死球を与え殴り合いの乱闘となり、退場処分を受けた。6月9日に9試合の出場停止処分が科せられたが、異議申し立てを行った結果、8試合の出場停止に軽減され確定した。この年は自己最多の32試合に登板して防御率4.45・11勝12敗・144奪三振という成績を記録。3年連続で規定投球回に達し、2桁勝利も挙げたが、勝ち星は2年連続減少かつ自身初の負け越し、防御率・奪三振・FIP・WHIPも2年連続で悪化、被本塁打は過去2シーズンより増加するなど、前年と比較と成績が悪くなった。
2017年1月22日にドミニカで交通事故に遭い25歳で死去。
尚、同日元メジャーリーガーのアンディ・マルテも同じくドミニカで交通事故によって死去したが、このマルテがMLBで最後に対戦した投手がベンチュラだった。

## 選手としての特徴
MLBの投手としては体が大きくはないが（公称身長約183cm）、スリークォーターから最速101.9mph（約164km/h）、平均球速96.5mph（約155.3km/h）の速球（フォーシーム・ツーシーム）を中心に、平均83mph（約134km/h）のカーブ 、平均86mph（約138km/h）のチェンジアップのほか、稀にカットボールを投げる。
2013年のフォーシームの平均球速96.5mph（約155.3km/h）は、同年1試合以上に先発投手として登板した投手でメジャートップであり、2014年の平均球速96.2mph（約154.7km/h）はギャレット・リチャーズに次ぐMLB2位、2016年の平均球速96.1mph（約154.6km/h）もノア・シンダーガードの98.0mph（約157.7km/h）に次いでMLB2位だった。

## 詳細情報

### 年度別投手成績
| 年 度    | 球 団    | 登 板 | 先 発 | 完 投 | 完 封 | 無 四 球 | 勝 利 | 敗 戦 | セ 丨 ブ | ホ 丨 ル ド | 勝 率 | 打 者 | 投 球 回 | 被 安 打 | 被 本 塁 打 | 与 四 球 | 敬 遠 | 与 死 球 | 奪 三 振 | 暴 投 | ボ 丨 ク | 失 点 | 自 責 点 | 防 御 率 | W H I P |
| -------- | -------- | ----- | ----- | ----- | ----- | -------- | ----- | ----- | -------- | ----------- | ----- | ----- | -------- | -------- | ----------- | -------- | ----- | -------- | -------- | ----- | -------- | ----- | -------- | -------- | ------- |
| 2013     | KC       | 3     | 3     | 0     | 0     | 0        | 0     | 1     | 0        | 0           | .000  | 64    | 15.1     | 13       | 3           | 6        | 0     | 0        | 11       | 1     | 0        | 6     | 6        | 3.52     | 1.24    |
| 2014     | KC       | 31    | 30    | 0     | 0     | 0        | 14    | 10    | 0        | 0           | .583  | 782   | 183.0    | 168      | 14          | 69       | 1     | 5        | 159      | 11    | 1        | 70    | 65       | 3.20     | 1.30    |
| 2015     | KC       | 28    | 28    | 0     | 0     | 0        | 13    | 8     | 0        | 0           | .619  | 693   | 163.1    | 154      | 14          | 58       | 1     | 9        | 156      | 10    | 0        | 75    | 74       | 4.08     | 1.30    |
| 2016     | KC       | 32    | 32    | 2     | 0     | 0        | 11    | 12    | 0        | 0           | .478  | 816   | 186.0    | 190      | 23          | 78       | 1     | 8        | 144      | 13    | 1        | 96    | 92       | 4.45     | 1.44    |
| MLB：4年 | MLB：4年 | 94    | 93    | 2     | 0     | 0        | 38    | 31    | 0        | 0           | .551  | 2355  | 547.2    | 525      | 54          | 211      | 3     | 22       | 470      | 35    | 2        | 247   | 237      | 3.89     | 1.34    |

### 背番号
- 30（2013年 - 2016年）